# Transparencia gubernamental

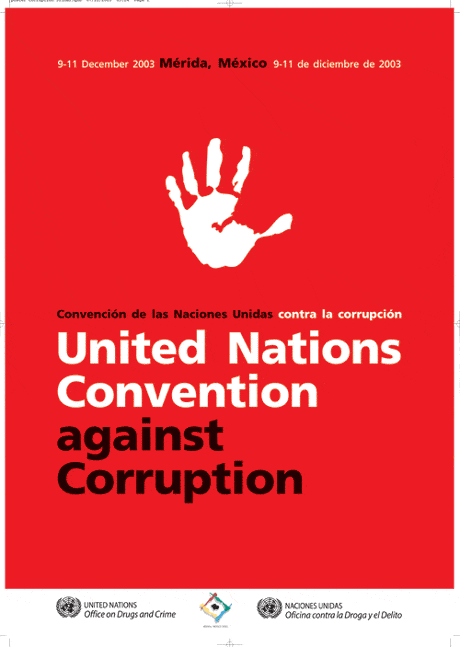
Convención de las Naciones Unidas contra la corrupción

Transparencia gubernamental es la obligación del cualquier Estado Democrático de poner a disposición de sus ciudadanos, a través de los poderes e instituciones que lo conforman, la información que revele qué es y qué hace dicho Estado, así como los órganos que son parte del mismo. La transparencia Gubernamental se constituye como la política orientada a dar carácter público a través de un flujo de información accesible, completa, verificable y relevante.

## Concepto
Es la obligación de los órganos del Estado de poner a disposición de todos sus gobernados la información que muestre la estructura y el funcionamiento de cada órgano gubernamental a partir de su actuación, en el ejercicio de sus atribuciones. Tiene por objeto producir un ambiente de confianza, seguridad y veracidad entre el gobierno y la sociedad, de tal manera que los ciudadanos estén informados y conozcan las responsabilidades, procedimientos, reglas, normas y demás información generada por el sector público, en un marco de abierta participación social y escrutinio de carácter público.
La transparencia busca también formar a una ciudadanía responsable y participativa, que conozca y ejerza sus derechos y obligaciones, y colabore activamente en el fomento a la integridad y combate a la corrupción.

## Historia
En el año de 1776, luego de un periodo convulso, un sacerdote sueco-finlandés que era diputado, economista, tabernero, hombre culto y viajero, Anders Chydenius, impulsó la primera ley de acceso a la información gubernamental de que el mundo tenga memoria: la “Ley para la Libertad de Prensa y del Derecho de Acceso a las Actas Públicas” del país sueco.
Suecia encaró valerosamente el desafío de la modernización de su gobierno en la última parte del siglo dieciocho y lo hizo colocando el criterio básico de la transparencia como envoltura de su estrategia. Nadie fue más lejos que Suecia durante todo el siglo XVIII y XIX (aún si tomamos muy en cuenta el notable esfuerzo colombiano de 1888), y algo más: los suecos lo hicieron eficazmente, sin estruendo, sin las jactancias típicas de las potencias, evitando dar lecciones al resto del mundo.
Quizás por eso, el resto del mundo, no pudo darse cuenta de la centralidad del rasgo sueco, pues la idea del acceso irrestricto a los documentos públicos tardaría en cobrar toda su fuerza hasta dos siglos después, en la vecina Finlandia (1951), en Estados Unidos (1966) y en Dinamarca (1970), para volverse luego parte de la oleada democratizadora en los últimos cinco años del siglo XX, breve periodo en el cual, más de 40 países del mundo –incluido México– tomaron su ejemplo e instituyeron sus propias leyes de acceso a la información. El fenómeno es de tal magnitud y universalidad, que al segundo semestre de 2005, existen ya 62 países con leyes de transparencia, y la suma sigue creciendo.
La cronología de la aprobación de las leyes de acceso a la información a nivel internacional resulta muy ilustrativa:
1766         
```
            Suecia
```

1888         
```
            Colombia
```

1951         
```
            Finlandia
```

1966         
```
            Estados Unidos
```

1970         
```
            Dinamarca
            Noruega
```

1978         
```
            Francia
```

1982         
```
            Australia
            Nueva Zelanda
```

1983         
```
            Canadá
```

1987         
```
            Austria
            Filipinas
```

1990         
```
            Italia
```

1991         
```
            Holanda
```

1992         
```
            Hungría
            Ucrania
```

1993         
```
            Portugal
```

1994         
```
            Belice
            Bélgica
```

1996         
```
            Islandia
            Lituania
            Corea del Sur
```

1997         
```
            Tailandia
            Irlanda
```

1998         
```
            Israel
            Letonia
```

1999         
```
            República Checa
            Albania
            Georgia
            Grecia
            Japón
            Liechtenstein
            Trinidad y Tobago
            Sudáfrica
```

2000         
```
            Inglaterra
            Bosnia y Herzegovina
            Bulgaria
            Lituania
            Moldavia
            Eslovenia
            Estonia
```

2001         
```
            Polonia
            Rumania
```

2002         
```
            Panamá
            Pakistán
            México
            Jamaica
            Perú
            Tayikistán
            Uzbekistán
            Zimbabue
            Angola
```

2003         
```
            Croacia
            India
            Kosovo
            Armenia
            Eslovenia
            Turquía
```

2004         
```
            República Dominicana
            Serbia
            Suiza
            Ecuador
```

2013
```
            España
```

En México, la Ley Federal de Transparencia y Acceso a la Información Pública Gubernamental entró en vigor el 12 de junio de 2003, aunque fue publicada el 11 de junio de 2002.